# Galoromanski jezici
Galoromanski jezici, skupina od 15 galoiberskih jezika koji se govore na području Francuske, Italije, Švicarske i Belgije, te jedan na području Louisiane u SAD-u. 
Galoromaski jezici dijele se na dvije podskupine, to su galoitalski i galoretijska s oilskim i retijskim jezicima.
A) Galoitalski jezici: (6) jezika:
a. emilijanski [egl]
b. romanjolski [rgn]
c. ligurski jezik [lij],
d. lombardski jezik [lmo],
e. pijemontski jezik [pms],
f. venecijanski jezik [vec].
- emilijano-romanjolo,[2]

B) Galo-retijski jezici. 9 jezika
b1. oilski jezici (6) jezika
a. Francuski jezici (5):
1) francuski jezik (82 milijuna):
2) judeofrancuski jezik,
3) kajunski jezik (jezik Kajuna iz Louisiane),
4) pikardijski jezik,
5) valonski jezik.
b. jugoistočni (1):
6) frankoprovansalski jezik
b2. retoromanski jezici 3 jezika: 66 000 govornika: 
1) ladinski jezik,
2) furlanski jezik,
3) romanš.

## Vanjske poveznice
- Ethnologue (14th)
- Ethnologue (15th)
- Tree for Gallo-Romance[neaktivna poveznica]